# Зиминское сельское поселение (Крым)
Зиминское се́льское поселе́ние (укр. Зиминське сільське поселення, крымскотат. Зимино кой юрту) — муниципальное образование в составе Раздольненского района Республики Крым России

## География
Поселение расположено на юго-востоке, в степном Крыму, у границы с Первомайским районом. Граничит на юге Новосёловским, на западе и севере с Серебрянским сельскими поселениями.
Площадь поселения 107,53 км².
Основная транспортная магистраль: автодорога 35К-015 Раздольное — Евпатория (по украинской классификации — Т-0111).

## Население
| 2001  | 2014  | 2015  | 2016  | 2017  | 2018  | 2019  |
| ----- | ----- | ----- | ----- | ----- | ----- | ----- |
| 1726  | ↘1602 | ↗1605 | ↘1585 | ↘1567 | ↘1546 | ↘1543 |
| 2020  | 2021  |       |       |       |       |       |
| ↘1530 | ↘1070 |       |       |       |       |       |

## Состав сельского поселения
Поселение включает 4 населённых пункта:
| № | Населённый пункт | Тип населённого пункта | Население на 2014 год |
| - | ---------------- | ---------------------- | --------------------- |
| 1 | Зимино           | село, центр            | ↘1000                 |
| 2 | Воронки          | село                   | ↘91                   |
| 3 | Красноармейское  | село                   | ↘409                  |
| 4 | Овражное         | село                   | ↘102                  |

## История
5 февраля 1974 года был создан Зиминский сельский совет путём преобразования из Воронкинского сельсовета, существовавшего с начала 1920-х годов. На то время включал, кроме современных, ещё посёлок Григорьевка, ликвидированный к 1985 году (поскольку в списках упразднённых после этой даты населённых пунктов не значится).
С 12 февраля 1991 года сельсовет в восстановленной Крымской АССР, 26 февраля 1992 года переименованной в Автономную Республику Крым. С 21 марта 2014 года в составе Крыма аннексировано Россией. Законом «Об установлении границ муниципальных образований и статусе муниципальных образований в Республике Крым» от 4 июня 2014 года территория административной единицы была объявлена муниципальным образованием со статусом сельского поселения.